# Burkholderia glumae
Espèce
Burkholderia glumae est une espèce de protéobactéries de la famille des Burkholderiaceae. C'est une bactérie du sol, à Gram négatif, phytopathogène qui attaque les cultures de riz, provoquant la maladie dite « brûlure bactérienne de la panicule du riz ».

## Liste des non-classés
Selon NCBI (27 mai 2022) :
- non-classé Burkholderia glumae 3252-8
- non-classé Burkholderia glumae 336gr-1
- non-classé Burkholderia glumae AU6208
- non-classé Burkholderia glumae BGR1
- non-classé Burkholderia glumae LMG 2196 = ATCC 33617